# Penta-di-Casinca
Penta-di-Casinca (en cors A Penta di Casinca) és un municipi francès, situat a la regió de Còrsega, al departament d'Alta Còrsega. L'any 1999 tenia 2.438 habitants.

## Demografia
| 1962 | 1968 | 1975 | 1982  | 1990  | 1999  |
| ---- | ---- | ---- | ----- | ----- | ----- |
| 546  | 683  | 861  | 1.348 | 1.917 | 2.438 |

## Administració
| Període | Identitat       | Partit | Qualitat |  |
| ------- | --------------- | ------ | -------- |  |
| 1983-   | Joseph Castelli | DVG    |          |  |